# HLN
CNN Headline News – telewizja informacyjna stworzona przez CNN w 1982 roku. Nadaje na terenie Stanów Zjednoczonych.

## Historia
Telewizja rozpoczęła nadawanie 1 stycznia 1982 r. pod nazwą CNN2. W 1983 r. zmieniła nazwę na Headline News. Stacja nadaje co 30 minut serwis informacyjny.